# Paramegastigmus flavus
Paramegastigmus flavus är en stekelart som först beskrevs av Girault 1914.  Paramegastigmus flavus ingår i släktet Paramegastigmus och familjen gallglanssteklar. Inga underarter finns listade i Catalogue of Life.